# Mount Pleasant (Ohio)
Pour les articles homonymes, voir Mount Pleasant.
Mount Pleasant est un village américain situé dans le comté de Jefferson, dans l'Ohio. Selon le recensement de 2010, sa population est de 478 habitants.

## Personnalité
- David P. Jenkins (1823-1915), officier durant la Guerre de Sécession, avocat et philanthrope, né à Mount Plesant.